# Кровавый Коран
Крова́вый Кора́н (англ. Blood Qur'an, араб. مصحف صدام‎ —  «Коран Саддама»‎) — текстовая копия Корана, написанная в конце 1990-х годов в течение двух лет, чернилами для которой, как утверждалось, послужила кровь Саддама Хусейна.
Написание книги было приурочено к шестидесятилетнему юбилею бывшего руководителя Ирака в 1997 году в знак благодарности Аллаху за защиту от многих «заговоров и опасностей». В сентябре 2000 года он отметил: «Моя жизнь была полна опасностей, в которых я должен был потерять много крови… но поскольку я потерял лишь немного, я попросил кое-кого записать моей кровью Божьи слова в благодарность».
Книга выставлялась на всеобщее обозрение до 2003 года, когда наступил конец власти Саддама.

## История

### Изготовление и показ
Написание книги было поручено специалисту по арабо-мусульманской каллиграфии Аббасу Шакиру Джуди аль-Багдади, проживающему в настоящее время в США в штате Виргиния. За те два года, которые Джуди потратил на написание 6000 стихов и 336 000 слов копии Корана, Саддам предоставил 24—27 литров собственной крови. Джуди вспоминает, что Саддам вызвал его в Багдад в Больницу Ибн Сины, где лечился его сын Удей Хусейн, переживший покушение, и попросил написать копию Корана с использованием своей крови, что означало «своего рода обет со стороны Саддама». В сентябре 2000 года готовая работа в торжественной обстановке была вручена Саддаму. В последующее время «Кровавый Коран» хранился в багдадской мечети Умм аль-Кура, где был выставлен на всеобщее обозрение. Эта мечеть была построена в память о Войне в Персидском заливе 1990—1991 годов, она имеет минареты в виде Скадов и стволов автомата Калашникова. Непосредственным местом хранения книги служит шестиугольная постройка из мрамора, расположенная посреди искусственного озера. Во времена Саддама только приглашённые гости имели возможность увидеть «Кровавый Коран», поскольку здание обычно было закрыто и не разрешено для посещения. Ограниченный доступ сохранился и позднее, книга хранится за тремя замками, а ключами располагают три человека — хранитель, начальник полиции и ещё одно неизвестное лицо, находящееся в другом районе Багдада, которые могут открыть дверь в хранилище.
Согласно свидетельству австралийского журналиста Пола Макгиоха, видевшего страницу из книги, «надпись кровью составляет около двух сантиметров в высоту, а широкие декоративные рамки переливаются голубым, светлым и тёмным, оттенками красного и розового и световыми бликами на чёрном». В свою очередь корреспондент британской газеты The Guardian Мартин Чулов описывал «Кровавый Коран» как «изысканно сделанную книгу, которая могла бы занять место на любой выставке, не будь она по правде написана кровью».

### После свержения Саддама
После занятия Багдада американскими военными хранители мечети для спасения «Кровавого Корана» спрятали его в хранилище. Свержение Саддама Хусейна поставило религиозные и светские власти Ирака перед очень сложным двояким выбором. С одной стороны, написание священной книги с помощью крови рассматривалось как харам, а духовные авторитеты ОАЭ и Саудовской Аравии в том же 2000 году осудили этот поступок Саддама. В самом Ираке также были лица, открыто осудившие написание «Кровавого Корана». Так, профессор исламской мысли Абдул Кваххар аль-Ану Багдадского университета утверждал, что «Саддам не святой человек, поэтому его кровь нечиста». В свою очередь, шиитский священнослужитель Саид Али Альваах, находившийся в тюремном заключении во время правления Саддама, назвал «Кровавый Коран» «чёрной магией Саддама». Кроме того, он отметил, что «Коран — это золото и серебро, а не нечто нечистое, как кровь», поэтому «Кровавый Коран» достоин только того, чтобы или быть сожжённым в огне или утопленным в воде. С тем, что написание Корана кровью есть харам, согласен и хранитель «Кровавого Корана» шейх Самарраи. В то же время, если посмотреть на положение дел с другой стороны, то в исламе существует запрет на порчу копий Корана, а значит, уничтожение «Кровавого Корана» может рассматриваться как его осквернение.
Иракские государственные и политические деятели также высказали разные мнения о том, как поступить с «Кровавым Кораном». Так, например, пресс-секретарь премьер-министра Ирака Нури Аль-Малики Али аль-Муссави, касаясь вопроса о «Кровавом Коране», отметил: «Мы должны сохранить это как свидетельство жестокости Саддама: ему не следовало создавать такой Коран. Он много говорит о Саддаме. Но помещать Коран в музей нельзя: ни один иракец не захочет на него смотреть», хотя и признал, что подобные вещи могут храниться в частных коллекциях, как в случае с предметами, принадлежавшими Гитлеру и Сталину.

## Споры о донорстве Саддама
В то время как «Кровавый Коран» был выставлен на всеобщее обозрение, высказывались сомнения в том, что Саддам Хусейн действительно смог пожертвовать столько крови на создание книг, и принадлежала ли ему хотя бы большая часть этой крови. Так, корреспондент газеты The Daily Telegraph Филип Смакер 29 июля 2001 года писал, что «наиболее поразительным представляется сомнительное и не поддающееся проверке утверждение о том, что Саддам пожертвовал почти 50 пинт собственной крови для написания Корана». Кроме того, он отмечал: «Западные дипломаты, находящиеся в Багдаде, не впечатлены набожностью руководителя Ирака и отвергают его мечеть и священную книгу, написанную кровью, как дешёвый рекламный трюк. „Как мы можем быть уверены, что это кровь Саддама, а не одной из его жертв?“ — вопрошает один из них». В свою очередь, другой корреспондент The Daily Telegraph Дэвид Блэр 14 декабря 2002 года по поводу «Кровавого Корана» отмечал: «На самом деле искусный каллиграф написал 605 страниц священной книги, используя кровь Саддама Хусейна. Иракский диктатор пожертвовал 3 пинты в течение двух лет, и они, будучи смешаны с химическими веществами, использовались при написании каждого стиха».
В 2010 году исполнительный вице-президент America’s Blood Centers Сельсо Бьянко выразил сомнение в том, что Саддам за два года смог отдать 27 литров крови, поскольку, например, в США самый крупный забор — 5 или 6 пинт в год. Таким образом, Саддаму бы понадобилось выступать в качестве донора в течение девяти лет, чтобы собрать заявленное количество крови. В противном случае Саддама ждала бы анемия.

## Уточнения
1. ↑  ≈ 28,4130625 литра.
2. ↑  ≈ 1,70478375 литра.